# Eustaci (escriptor)
Eustaci (en llatí Eusthatius, en grec Εὐστάθιος) fou un escriptor o novel·lista eròtic esmentat també en alguns manuscrits com Eumaci (Eumathius).
No se sap si va néixer a Μακρεμβολίτης (que generalment es refereix a Constantinoble) o a Παρεμβολίτης, (la ciutat egípcia de Parèmbolis), però la primera és la més probable. Sembla que era un home d'alt rang i exercia algun ofici destacat a l'administració (πρωτονωβελέσιμος i μέγας χαρτοφύλαε, o cap dels arxius). La seva època és desconeguda però sembla que no va viure abans del segle xii. La novel·la que va escriure, que seria la darrera novel·la grega coneguda d'aquelles èpoques, es titula Τὸ καθ'Ὑσμίνην καὶ Ὑσμινίαν δρᾶμα, i està formada per onze llibres i és una història d'amor entre Hisminias i Hismine, escrita en un estil molt artificial. El conte és monòton i descarat; la història és freda i inversemblant i no mostra cap poder d'invenció per part de l'autor. Els personatges estan predisposats a la sensualitat.

## Edicions
- Edició de Gilbert Gaulmin, Paris (1617);
- Edició d'Isidor Hilberg, Viena (1876);
- Edició de Miroslav Marcovich, Múnic/Lípsia (2001).